# Wysokie (rejon stoliński)
Wysokie (biał. Высокае; ros. Высокое) – wieś na Białorusi, w obwodzie brzeskim, w rejonie stolińskim, w sielsowiecie Olszany, przy drodze republikańskiej P88.
Dawniej majątek ziemski będący własnością Radziwiłłów. Do 1875 wchodziło w skład ordynacji kleckiej, a następnie nieświeskiej. W dwudziestoleciu międzywojennym leżało w Polsce, w województwie poleskim, w powiecie stolińskim, w gminie Dawidgródek. Po II wojnie światowej w granicach Związku Sowieckiego. Od 1991 w niepodległej Białorusi.